# Вулиця Тичини (Івано-Франківськ)
Вулиця Павла Тичини — вулиця в Івано-Франківську, що веде від вулиці Новгородської до Довгої. Знаходиться на заході центральної частини міста.

## З історії вулиці
Виникла в кінці XIX століття. Першу власну назву вулиця отримала у 1900 р. — на честь Т. Рейтана, депутата сейму 1773 р., який боровся проти леґалізації поділів Польщі, намагався перегородити шлях депутатам в Сенат. Закінчив життя самогубством. Йому присвячена картина Яна Матейка «Рейтан» (1866).
Вела вулиця від Галицького передмістя до Княгинин-Бельведеру. Кінцева її частина до 1929 року мала окрему назву — вулиця Відкрита.
За часів ЗУНР була перейменована на І. Нечуя Левицького. Під час німецької окупації іменувалась Ґонтовою,— одна із центральних вулиць єврейського ґетто, разом з Бельведерською, Галицькою і Короля Данила. Від 1945 р. називалася — Прорізна.
Сучасну назву на честь українського поета Павла Тичини (1891—1967) вулиця отримала вже після його смерті (між 1968 та 1970 рр.).

## Будівлі
№ 1. (2006) Торговий центр «Пасаж».
№ 4. (1975) Дитяча поліклініка.
№ 21а. (2006) Торговий центр «Майстер».